# Narcissus dubius
Narcissus dubius es una especie herbácea, perenne y bulbosa perteneciente a la familia de las Amarilidáceas. 

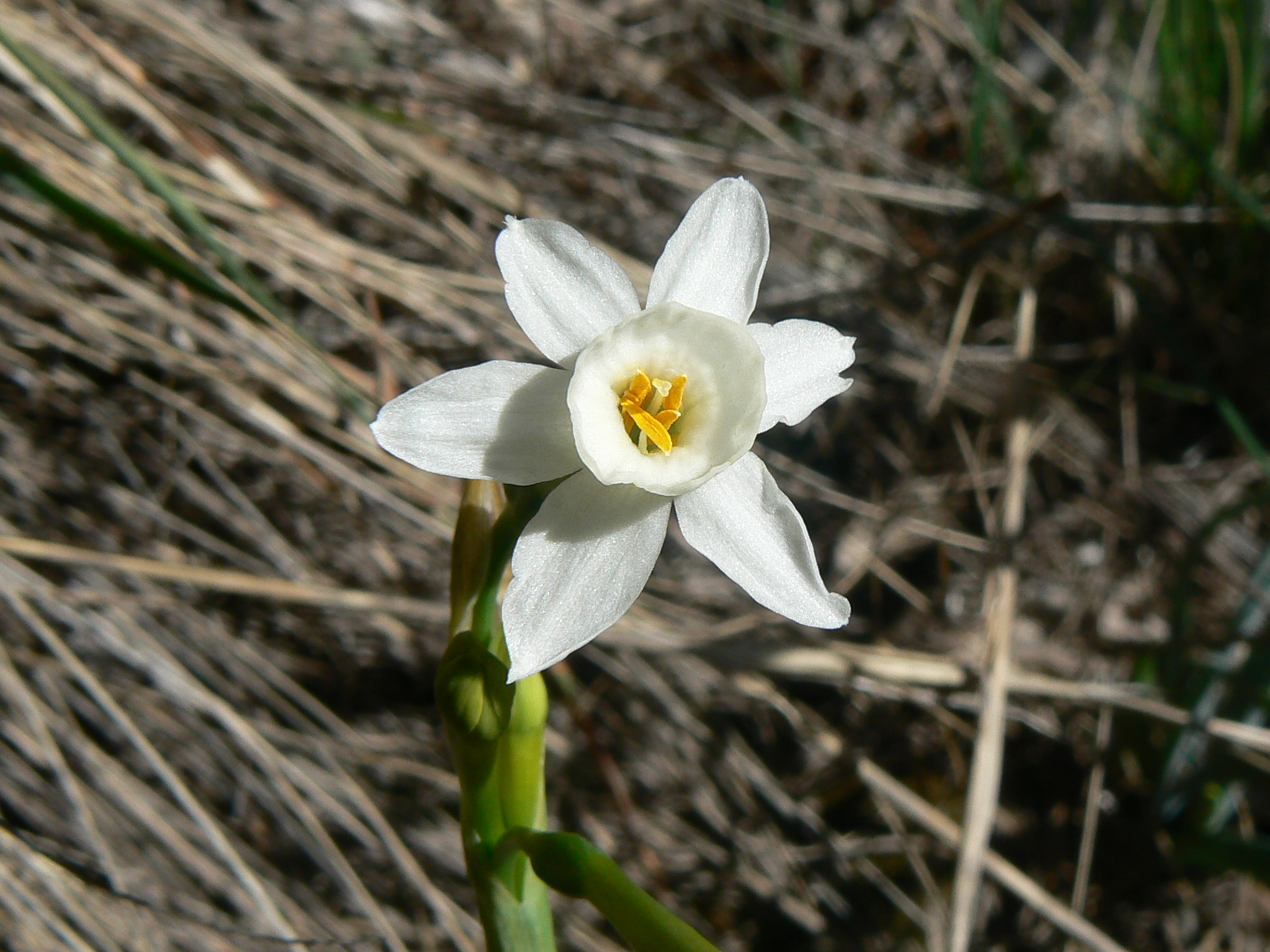
Detalle de la flor

## Descripción
Es una planta bulbosa con los pétalos y corona completamente de color blanco, lo que evita la confusión con la especie estrechamente relacionada Narcissus tazetta, que tiene la corona amarilla. Otra confusión es posible con Narcissus papyraceus , pero esta especie es casi dos veces más grande que Narcissus dubius. 
Produce hasta seis flores en una umbela. Se distribuye por Francia y España. Los estudios genéticos indican que puede ser un híbrido entre Narcissus assoanus y Narcissus papyraceus.

## Taxonomía
Narcissus dubius fue descrita por el botánico e ictiólogo francés, Antoine Gouan y publicado en Illustrationes et Observationes Botanicae 22, en el año 1773.
Citología
Número de cromosomas de Narcissus dubius (Fam. Amaryllidaceae) y táxones infraespecíficos: n=25 2n=50
Etimología
Narcissus nombre genérico que hace referencia  del joven narcisista de la mitología griega Νάρκισσος (Narkissos) hijo del dios río Cephissus y de la ninfa Leiriope; que se distinguía por su belleza. 
El nombre deriva de la palabra griega: ναρκὰο, narkào (= narcótico) y se refiere al olor penetrante y embriagante de las flores de algunas especies (algunos sostienen que la palabra deriva de la palabra persa نرگس y que se pronuncia Nargis, que indica que esta planta es embriagadora). 
dubius: epíteto latino que significa "dudoso".
Sinonimia
- Helena pumila Haw.
- Hermione dubia (Gouan) Haw.
- Hermione micrantha Jord. & Fourr.
- Narcissus assoanus var. pallens (Freyn ex Willk.) Fern.Casas
- Narcissus dubius var. micranthus (Jord. & Fourr.) Asch. & Graebn.
- Narcissus glaucifolius Pourr.
- Narcissus humilis Heynh.
- Narcissus linnaeanus subsp. dubius (Gouan) Rouy
- Narcissus micranthus (Jord. & Fourr.) Rouy
- Narcissus pallens Freyn ex Willk.
- Narcissus pallidus Poir.
- Narcissus pumilus Delile
- Narcissus requienii var. pallens (Freyn ex Willk.) A.Fern.
- Narcissus tazetta subsp. dubius (Gouan) K.Richt.
- Narcissus tazetta subsp. micranthus (Jord. & Fourr.) K.Richt.
- Queltia pallida (Poir.) Salisb.[5]

## Nombre común
- Castellano: junquillo, meados de zorro, narciso.[6]